# هانا براندت
هانا براندت (بالإنجليزية: Hannah Brandt)‏ هي لاعبة هوكي الجليد أمريكية، ولدت في 27 نوفمبر 1993 في فادنايس هايتس في الولايات المتحدة.

## وصلات خارجية
- هانا براندت على موقع EliteProspects.com (الإنجليزية)
- هانا براندت على موقع اللجنة الأولمبية الدولية (الإنجليزية)
- هانا براندت على موقع أوليمبيديا (الإنجليزية)
- هانا براندت على موقع اللجنة الأولمبية والبارالمبية الأمريكية (الإنجليزية)